# Sinotubulites baimatuoensis
Sinotubulites baimatuoensis är en ringmaskart som beskrevs av Chen, Chen och Qian 1981. Sinotubulites baimatuoensis ingår i släktet Sinotubulites, klassen havsborstmaskar, fylumet ringmaskar och riket djur. Inga underarter finns listade i Catalogue of Life.